# 高橋秀悦
高橋 秀悦（たかはし しゅうえつ、1950年1月 - ）は、日本の経済学者。東北学院大学名誉教授。元日本地域学会会長。

## 人物・経歴
宮城県生まれ。東北学院高等学校を経て、1972年東北学院大学経済学部卒業。1977年一橋大学大学院経済学研究科博士課程単位取得。指導教官藤野正三郎。同年一橋大学経済学部助手。1979年東北学院大学経済学部講師。1980年東北学院大学経済学部助教授。1988年東北学院大学経済学部教授。1989年ペンシルベニア大学客員研究員。1997年宮城県景気動向検討委員会委員長。1998年学校法人東北学院評議員、東北学院大学財務部長。2002年大和町入札監視委員会委員長。2003年学校法人東北学院事務局財務部長。同年日本地域学会論文賞受賞。2013年学校法人東北学院理事長特別補佐。2014年日本私立大学連盟公財政政策委員会委員。2015年日本地域学会副会長。2016年多賀城市行政不服等審査会会長。2017年定年退職、東北学院大学経済学部教授嘱託。2019年日本地域学会会長。2020年東北学院大学名誉教授。

## 著作

### 著書
- 『海舟日記に見る幕末維新のアメリカ留学 : 日銀総裁富田鐵之助のアメリカ体験』日本評論社 2018年
- 『幕末の金貨流出と横浜洋銀相場 : グローバル経済との遭遇』日本評論社 2018年

### 訳書
- スティーブン・グライスター著『経済数学の基礎』（関根正行, 野崎明と共訳）八千代出版 1989年
- A.B. エーベル, B.S. バーナンキ著『エーベル/バーナンキマクロ経済学 上（マクロ経済理論編）』（伊多波良雄, 大野幸一, 谷口洋志, 徳永澄憲, 成相修と共訳）シーエーピー出版 2006年
- A.B. エーベル, B.S. バーナンキ著『エーベル/バーナンキマクロ経済学 下（マクロ経済政策編）』（伊多波良雄, 大野幸一, 谷口洋志, 徳永澄憲, 成相修と共訳）シーエーピー出版 2007年